# Active Club Netzwerk
Das Active Club-Netzwerk ist in dezentralen Zellen der White-Power-Bewegung und unabhängigen Neonazi-Gruppen organisiert, die aus den USA, Kanada, Australien und Europa heraus operieren.
Die Bewegung wurde weitestgehend von der „Straßenkampf-Bewegung“ Rise Above Movement (RAM) inspiriert, welche Robert Rundo im Jahr 2017 von Südkalifornien aus etablierte. Das Netzwerk wurde 2021 zur Schaffung eines „Kriegergeistes“ gegründet, um sich auf einen mutmaßlichen, zukünftigen Rassenkrieg vorzubereiten und um den angeblichen Völkermord an Weißen zu verhindern. Einige Extremismusforscher haben das Netzwerk als „Schatten- oder Standby-Armee“ charakterisiert, die auf die Aktivierung wartet, sobald der Bedarf dafür entsteht. Weltweit gibt es über 100 solcher Klubs, mindestens 21 davon im gesamten Bundesgebiet der Bundesrepublik Deutschland.

## Ursprünge
Der Ursprung des Netzwerks ist auf Robert Rundo zurückzuführen, der 2017 die „Rise Above Movement“-Bewegung in Südkalifornien gründete. Von den USA aus ging Rundo nach Südosteuropa, um die Bewegung dort weiter zu vernetzen. Sein beschriebenes Ziel war es, ein dezentrales Zellnetzwerk unter dem Motto „White Nationalism 3.0“ zu etablieren, das für Strafverfolgungsbehörden schwierig zu verfolgen sein soll. Er erstellte eine Online-Messaging- und Merchandising-Organisation, die unter dem Namen „Will2Rise“ Streetwear und Sportbekleidung auf einer eigenen Webseite vertreibt, um so die Kommunikation mit anderen neo-nazistischen Gruppen und Bewegungen voranzutreiben und nach außen ein einheitliches, gemeinschaftliches Bild zu suggerieren.
Rundo wurde im August 2023 aus Rumänien an die Vereinigten Staaten ausgeliefert. Seine Anhänger haben in mehreren Ländern, darunter Russland, Schweden, Kanada und Frankreich, „Free-Rundo“-Demonstrationen abgehalten.

## Active Clubs in Deutschland

### Beschreibung
Laut dem Bundesamt für Verfassungsschutz (BfV) wächst das Active Club-Netzwerk in Deutschland seit Mai 2024 kontinuierlich an. Mittlerweile haben sich unter einer nationalen Hauptzelle mindestens 21 weitere Klubs gegründet. Das Center für Monitoring, Analyse und Strategie gGmbH, kurz CeMAS, hat einen nationalen Telegram-Kanal sowie 11 regionale Gruppen auf den Plattformen Telegram und TikTok identifiziert (Stand: 19. Juni 2024). Inzwischen ist die Zahl um weitere Kanäle gewachsen. Der Hauptgruppe „Active Club Germania“ konnte die Verbindung zu Patrick Schröder nachgewiesen werden, der in einer Ausgabe der neonazistischen Zeitschrift „N.S. Heute“ einen Artikel verfasste, in dem er die Ausrichtung und Ziele sowie das Potenzial der Bewegung ausführlich beschrieb.
Im Juni 2024 schrieb das Innenministerium auf eine schriftliche Anfrage der Bundestagsabgeordneten Martina Renner (Die Linke), dass die Active Clubs beobachtet werden würden. Außerdem bewertet man das von dem Netzwerk ausgehende Gewalt- und Bedrohungspotenzial sowie das starke Rekrutierungsbedürfnis junger Männer und Frauen als potenziell erheblich.

### Organisation und Verbindungen
Durch Kampfsport, gemeinsame Freizeitaktivitäten und politischen Aktivismus findet eine Überschneidung einzelner, schon bestehender Gruppen und Jugendorganisationen statt, die sich unter dem Dach des Active Clubs zusammenfinden. Anhand selbstverbreiteter Propagandamittel lässt sich durchaus eine gewisse Nähe zu Neonazi-Parteien wie Der III. Weg oder Die Heimat sowie zu Personen aus dem Umfeld der Identitären Bewegung und AfD-Funktionären feststellen. Durch das selbsterklärte Ziel, Splittergruppen innerhalb des Milieus zu vermeiden, wird die Überparteilichkeit des Netzwerks und die Tatsache betont, dass Einzelpersonen einem Active Club beitreten können, während sie andere Mitgliedschaften, wie beispielsweise bei den „Jungen Nationalisten“, dem „III. Weg“, der „Jungen Alternative“ oder der „Identitären Bewegung“, beibehalten können.
Die Bewegung bemüht sich unter anderem intensiv darum, das Netzwerk über weitere, in der rechten Szene bereits etablierte Akteure wie der Kampf der Nibelungen (KdN) oder dem Musiklabel Neuer Deutscher Standard (NDS) auszuweiten. In Musikvideos des aus Detmold stammenden NDS-Rappers Azatro sind immer wieder Mitglieder von Active Clubs zu sehen, die unter anderem Bekleidung mit Logos und Schriftzügen der Bewegung tragen. Auch die internationale Vernetzung scheint generell ein großes Ziel zu sein, um „Kräfte unter einer Fahne“ zu bündeln, statt viele eigenständige Gruppen zu gründen. So treten im Musikvideo „Scheideweg“ des Rappers Azatro norwegische und schwedische Kampfsportler der skandinavischen Ableger des Active Clubs sowie verschiedener rechter Gruppen aus Schweden auf.
Über die internationale Vernetzung mittels Telegram-Gruppen, die teilweise über Tausende von Abonnenten zählen, werden Bilder und Beiträge der jeweiligen Gruppen untereinander geteilt, was zu einer rasanten Ausbreitung von Propagandamaterial und einer immer größer werdenden, öffentlichen Wahrnehmung führt.